# Arp 314
Arp 314 ist ein interagierendes Galaxientrio im Sternbild Wassermann, welches schätzungsweise 170 Millionen Lichtjahre von der Milchstraße entfernt ist. Halton Arp gliederte seinen Katalog ungewöhnlicher Galaxien nach rein morphologischen Kriterien in Gruppen. Dieses Galaxientriplett gehört zu der Klasse Gruppen von Galaxien.
| Bezeichnung    | α J2000.0     | δ J2000.0   | Morphologischer Typ  | mV   | Winkelausdehnung | Entfernung (Mio. Lj.) |
| -------------- | ------------- | ----------- | -------------------- | ---- | ---------------- | --------------------- |
| MCG -01-58-009 | 22h 58m 02,2s | −3° 46′ 11″ | (R')SA(s)bc: pec;HII | 13,7 | 1,1' × 0,9'      | 170                   |
| MCG -01-58-010 | 22h 58m 07,9s | −3° 47′ 20″ | SB(rs)cd: pec        | 13,9 | 1,3' × 1,1'      | 172                   |
| MCG -01-58-011 | 22h 58m 07,3s | −3° 48′ 38″ | (R')SB(s)dm pec      | 16,0 | 1,1' × 0,9'      | 171                   |